# Persone di nome Franklin
| Questa pagina contiene informazioni ricavate automaticamente dalle voci biografiche con l'ausilio del template Bio e di un bot. L'aggiornamento è periodico e automatico e ricostruisce completamente la pagina. Se manca una persona in questa lista, sei pregato di non aggiungerla, ma accertati piuttosto che la sua voce biografica contenga il template Bio e che i dati anagrafici siano correttamente compilati. Se il template Bio manca, inseriscilo tu stesso o, in alternativa, metti l'avviso {{tmp\|Bio}} che ne segnala la mancanza. Se i dati riportati sono sbagliati, correggi direttamente la voce biografica; le modifiche saranno visibili in questa lista entro pochi giorni. Per chiarimenti vedi il progetto antroponimi. La lista contiene solo le 71 persone che sono citate nell'enciclopedia e per le quali è stato implementato correttamente il template Bio. Pagina aggiornata al 16 ott 2024. |

Questa è una lista di persone presenti nell'enciclopedia che hanno il prenome Franklin, suddivise per attività principale.

## Agronomi(1)
- Franklin Hiram King, agronomo statunitense (Whitewater, n. 1848 - † 1911)

## Allenatori di pallacanestro(1)
- Frank Young, allenatore di pallacanestro e ex cestista statunitense (Tallahassee, n. 1984)

## Ammiragli(1)
- Franklin Buchanan, ammiraglio statunitense (Baltimora, n. 1800 - Contea di Talbot, † 1874)

## Astronauti(1)
- Franklin Chang-Diaz, ex astronauta e fisico statunitense (San José, n. 1950)

## Attori(6)
- Franklin Cover, attore statunitense (Cleveland, n. 1928 - Englewood, † 2006)
- Frank Latimore, attore statunitense (Darien, n. 1925 - Londra, † 1998)
- Franklin Ritchie, attore statunitense (Contea di Ritchie, n. 1865 - Los Angeles, † 1918)
- Franklin Virgüez, attore venezuelano (Barquisimeto, n. 1953)
- Frank Welker, attore e doppiatore statunitense (Denver, n. 1946)
- Shea Whigham, attore statunitense (Tallahassee, n. 1969)

## Biochimici(1)
- Franklin Stahl, biochimico e genetista statunitense (Boston, n. 1929)

## Biologi(1)
- Franklin Story Conant, biologo statunitense (Boston, n. 1870 - Boston, † 1897)

## Calciatori(19)
- Franklin Anangonó, calciatore e allenatore di calcio ecuadoriano (Quito, n. 1974 - † 2022)
- Franklin Anzité, calciatore centrafricano (Bangui, n. 1985)
- Franklin April, calciatore namibiano (Windhoek, n. 1984 - Windhoek, † 2015)
- Frank Buckley, calciatore e allenatore di calcio inglese (Urmston, n. 1882 - Walsall, † 1964)
- Franklin Cale, ex calciatore sudafricano (Città del Capo, n. 1983)
- Franklin Flores, calciatore honduregno (Jutiapa, n. 1996)
- Franklin Guerra, calciatore ecuadoriano (Portoviejo, n. 1992)
- Franklin Herrera, ex calciatore boliviano (Oruro, n. 1988)
- Franklin Lewis, calciatore olandese (Haarlem, n. 1999)
- Franklin Lobos, ex calciatore cileno (Copiapó, n. 1957)
- Franklin Lucena, ex calciatore venezuelano (Acarigua, n. 1981)
- Franklin López, ex calciatore nicaraguense (Jinotepe, n. 1982)
- Frank Rijkaard, ex calciatore e allenatore di calcio olandese (Amsterdam, n. 1962)
- Franklin Salas, calciatore ecuadoriano (Los Bancos, n. 1981)
- Franklin Sasere, calciatore nigeriano (Ondo City, n. 1998)
- Frankie Simek, calciatore statunitense (St. Louis, n. 1984)
- Franklin Tebo Uchenna, calciatore nigeriano (n. 2000)
- Franklin Vicente, ex calciatore brasiliano (San Paolo, n. 1989)
- Franklin Wadja, calciatore camerunese (Douala, n. 1994)

## Canottieri(1)
- Frank Shakespeare, ex canottiere statunitense (Filadelfia, n. 1930)

## Cantanti(1)
- Frankie Lymon, cantante e compositore statunitense (Harlem, n. 1942 - Harlem, † 1968)

## Cantautori(1)
- Del Reeves, cantautore statunitense (Sparta, n. 1932 - Centerville, † 2007)

## Cestisti(10)
- Frank Burgess, cestista e giudice statunitense (Eudora, n. 1935 - Tacoma, † 2010)
- Franklin Edwards, ex cestista statunitense (New York, n. 1959)
- Frank Hassell, cestista statunitense (Chesapeake, n. 1988)
- Frank Jackson, cestista statunitense (Washington, n. 1998)
- Frank Johnson, ex cestista e allenatore di pallacanestro statunitense (Weirsdale, n. 1958)
- Frank Reddout, ex cestista statunitense (Naples, n. 1931)
- Frank Robinson, ex cestista statunitense (Compton, n. 1984)
- Frank Selvy, cestista e allenatore di pallacanestro statunitense (Corbin, n. 1932 - Simpsonville, † 2024)
- Franklin Standard, cestista cubano (L'Avana, n. 1949 - † 2021)
- Franklin Western, ex cestista dominicano (Jánico, n. 1972)

## Danzatori(1)
- Franklin White, danzatore britannico (Shoreham, n. 1924 - Urbana, † 2013)

## Designer(1)
- Frank Hershey, designer statunitense (Michigan, n. 1907 - California, † 1997)

## Dirigenti d'azienda(1)
- Franklin Loufrani, dirigente d'azienda francese (Algeri, n. 1942)

## Fumettisti(1)
- Chris Ware, fumettista statunitense (Omaha, n. 1967)

## Giocatori di baseball(1)
- Frank Francisco, ex giocatore di baseball dominicano (Santo Domingo, n. 1979)

## Giocatori di calcio a 5(2)
- Franklin Roosevelt Bueres, ex giocatore di calcio a 5 brasiliano (Osasco, n. 1971)
- Franklin McIntosh, ex giocatore di calcio a 5 inglese (Birmingham, n. 1963)

## Giocatori di football americano(2)
- Frank Gore, ex giocatore di football americano statunitense (Miami, n. 1983)
- Sean Weatherspoon, giocatore di football americano statunitense (Greenville, n. 1987)

## Giornalisti(1)
- Franklin P. Adams, giornalista e scrittore statunitense (Chicago, n. 1881 - New York, † 1960)

## Hockeisti su ghiaccio(1)
- Frank Farrel, hockeista su ghiaccio statunitense (New Haven, n. 1908 - New Haven, † 2003)

## Informatici(1)
- Franklin C. Crow, informatico e programmatore statunitense

## Lottatori(2)
- Franklin Gómez, lottatore portoricano (Puerto Plata, n. 1986)
- Franklin Marén, lottatore cubano (n. 1987)

## Medici(1)
- Story Musgrave, medico e ex astronauta statunitense (Boston, n. 1935)

## Micologi(1)
- Franklin Sumner Earle, micologo statunitense (n. 1856 - † 1929)

## Militari(1)
- Franklin Van Valkenburgh, militare e marinaio statunitense (Minneapolis, n. 1888 - Pearl Harbor, † 1941)

## Modelli(1)
- Franklin Santana, modello e attore venezuelano (Caracas, n. 1972)

## Politici(4)
- Franklin Drilon, politico filippino (Iloilo, n. 1945)
- Franklin Edson, politico statunitense (Chester, n. 1832 - Manhattan, † 1904)
- Franklin Pierce, politico e militare statunitense (Hillsborough, n. 1804 - Concord, † 1869)
- Franklin Delano Roosevelt, politico statunitense (Hyde Park, n. 1882 - Warm Springs, † 1945)

## Pugili(1)
- Frank Bruno, ex pugile britannico (Londra, n. 1961)

## Registi(2)
- Franklin Adreon, regista e produttore cinematografico statunitense (Gambrills, n. 1902 - Ventura County, † 1979)
- Franklin J. Schaffner, regista statunitense (Tokyo, n. 1920 - Santa Monica, † 1989)

## Sociologi(1)
- Franklin Henry Giddings, sociologo statunitense (Sherman, n. 1855 - Scarsdale, † 1931)

## Wrestler(1)
- Bobby Lashley, wrestler e ex artista marziale misto statunitense (Junction City, n. 1976)